# Ausschlag-Zöbern
Ausschlag-Zöbern ist ein Ort in der Buckligen Welt in Niederösterreich und gehört zur Gemeinde Aspang-Markt im Bezirk Neunkirchen.

## Geographie
Der Ort befindet sich knapp 3 Kilometer südlich von Aspang Markt im Tal des Kohlgrabenbachs. Hier steigt die Wechselbahn weiter nach einer Tunnelkehre bei Neustift am Hartberg zum Hartbergtunnel an, um dann hinunter ins Steirische bei Pinggau/Friedberg zu gelangen.
Ausschlag-Zöbern ist ein Bahnhof der Wechselbahn. Die zerstreuten Häuser dieses Namens, knapp 20 Adressen, liegen rund um den Bahnhof.
Die Ansiedlung gehört als südliche Ausstülpung zum Gemeindegebiet von Aspang-Markt, das gänzlich von der Gemeinde Aspangberg-St. Peter umschlossen ist. Daher liegt rundum Gebiet jener Gemeinde.
|                                       | Aspang Markt                                |                                                  |
| Ausschlag (Gem. Aspangberg-St. Peter) | Kompassrose, die auf Nachbargemeinden zeigt | Neustift am Hartberg (Gem. Aspangberg-St. Peter) |
|                                       | Kaolinbergwerk (Gem. Aspangberg-St. Peter)  |                                                  |

## Geschichte: Bahnhof Ausschlag-Zöbern

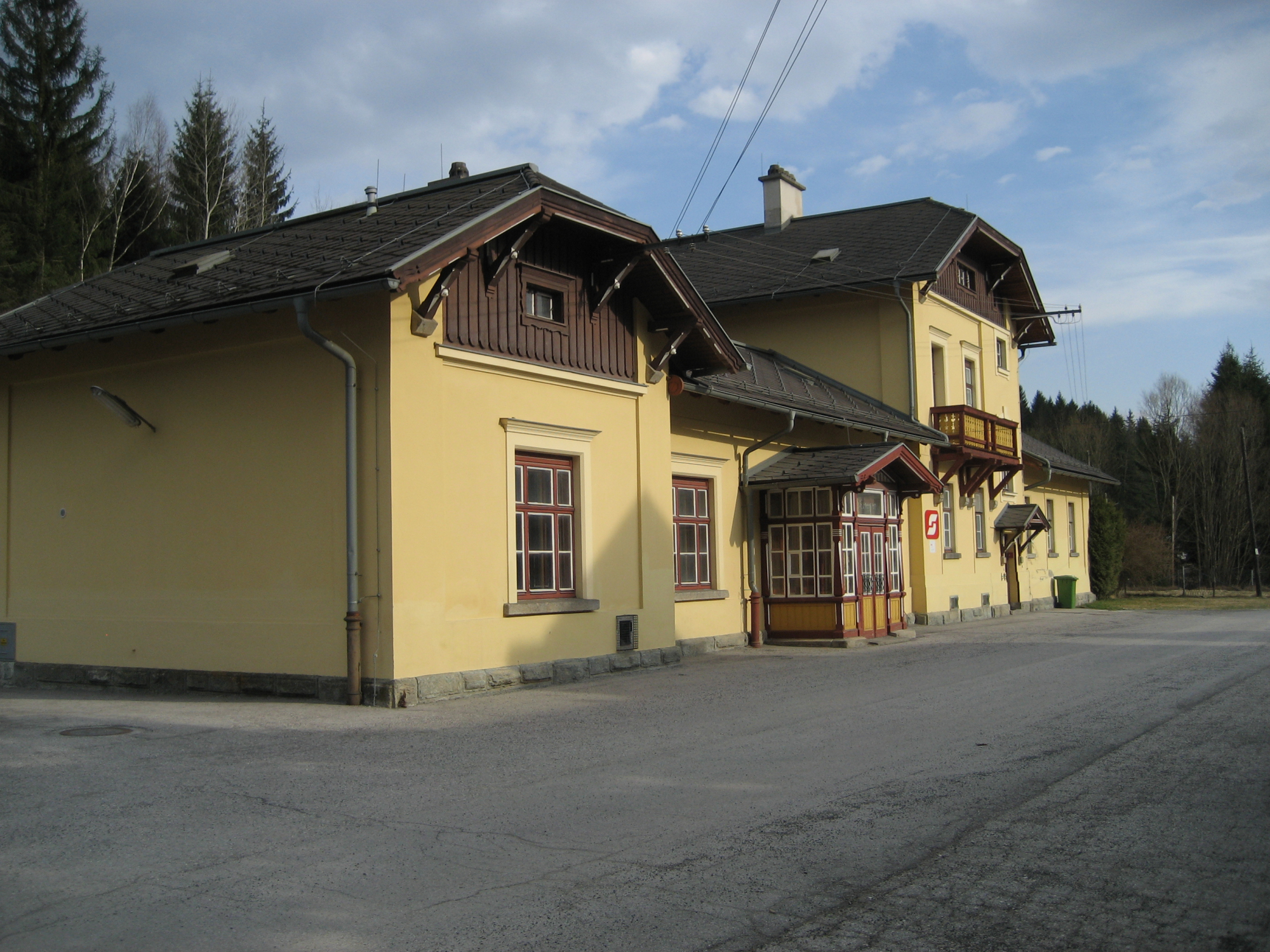
Das Aufnahmsgebäude

Die Wechselbahn wurde bis 1910 vom Staat Österreich-Ungarn erbaut, um das Monopol der privaten Südbahngesellschaft zu brechen. Der Bahnhof für Ausschlag und Zöbern wurde hier unweit des seit 1856 betriebenen Aspanger Weißerde-Tagbaues, den heutigen Aspanger Bergbau und Mineralwerken, angelegt. Seither entstand die Ansiedlung.
Das Kaolinwerk hatte eine Anschlussbahn, die inzwischen aber aufgelassen ist. Das Aufnahmsgebäude des Bahnhofs steht unter Denkmalschutz. Es stammt noch original aus der Erbauungszeit der Wechselbahn (Einweihung 12. Oktober 1910) und ist ein repräsentativer Vertreter der Österreichisch-Ungarischen Bahnhofsarchitektur. Kennzeichnend ist die späthistoristische Formensprache. Das Gebäude zeigt profilierte Vordachsteher, Laubsäge-Zierrat und die kleinfacettierten Fensterflächen, wie es auch für die Sommerfrischen-Häuser des Heimatstils mit ihren Veranden typisch ist.
An der Wechselbahn stehen noch zwei weitere baugleiche Aufnahmsgebäude unter Schutz, nämlich Tauchen-Schaueregg und Mönichkirchen (dessen Bahnhof nicht mehr in Betrieb ist).

## Nachweise
- 31802 – Aspang-Markt. Gemeindedaten der Statistik Austria